# 시즈오카현립 시미즈 히가시 고등학교
스즈오카현립 시미즈 히가시 고등학교(일본어: 静岡県立清水東高等学校)는 시즈오카현 시즈오카시 아키요시 마치에 소재한 공립 일반계 고등학교이다.

## 개요
1923년에 시즈오카현립 이하라 중학교로 개교했다. 2004년부터 일본 문부과학성에서 3년 한시적으로 (연장하여) "슈퍼 사이언스 하이 스쿨"에 지정되었다.
교가는 일본의 유명 시인의 도이 반스이가 작사, 노부토키 기요시가 작곡했다

## 연혁
- 1923년 시즈오카현립 이하라 중학교 설립 허가를 받음.
- 1924년 시즈오카현립 이하라 중학교로 개교.
- 1939년 시즈오카현립 시미즈 중학교로 개칭.
- 1948년 학제 개혁에 의해 시즈오카 현립 시미즈 제일 고등학교로 개칭. 정시제 과정을 설치.
- 1949년 시즈오카현립 시미즈 히가시 고등학교로 개칭.
- 1968년 현내 첫 이수과를 설치.

## 학교 행사

### 학교 축제
매년 6월 첫 번째 금요일과 토요일에 열린다. 일요일 개최가 없는 것은 매년 6월 첫 번째 일요일에 축구 전국 고등학교 대회 결승을 하기 때문이다.(최근에는 교내 축구부가 결승에 오르지 못했다.)

### 체육 축제
매년 10월 시즈오카현 구사나기 종합 운동장에서 열린다.

### 수학 여행
기본적으로 2학년때 10월이나 12월에 실시된다. 행선지는 보통과는 오스트레일리아(주로 시드니), 이수과는 미국의 NASA, 요세미티 국립 공원, 스탠퍼드 대학교 등을 방문, 현지 고등학교와 교류, 보통과는 시드니와 현지 학교와의 교류를 실시하고 있다.

## 학생회 활동·동아리 활동

### 축구부
- 전국 고등학교 축구 선수권 대회
  - 제53회 대회 (1974년) 준우승
  - 제59회 대회 (1980년) 준우승
  - 제61회 대회 (1982년) 우승
  - 제62회 대회 (1983년) 준우승
- 전국 고등학교 종합 체육 대회 - 축구 경기 대회
  - 야마가타 대회 (1972년) 우승
  - 에히메 대회 (1980년) 우승
  - 카나가와 대회 (1981년) 우승
  - 시즈오카 대회 (1991년) 우승

### 야구부
- 여름의 고시엔 출전
  - 제39회 대회 (1957년)
  - 제40회 대회 (1958년)
- 봄의 고시엔 출전
  - 제30회 대회 (1958년)
  - 제49회 대회 (1977년)

## 교통
- 시미즈 역에서 도보 20분.
- 시즈테츠 버스 이하라 노선·시미즈 히가시 고등학교 앞 버스정류장에서 하차.

## 주요 유명 동문

### 축구선수
졸업년도 순
- 스기야마 류이치 (전 일본 축구 대표, 멕시코 올림픽 축구 대표팀 동메달리스트)
- 타카다 카즈미 (전 미쓰비시 중공업 선수, 전 일본 축구 대표)
- 나가사와 카즈아키 (전 주빌로 이와타 초대 감독, 현 하마마츠대학교 축구부 감독)
- 우치야마 마사루 (전 주빌로 이와타 선수, 전 일본 축구 대표)
- 우치야마 아츠시 (전 주빌로 이와타 선수, 전 일본 축구 대표)
- 오키 다케시 (현 교토 상가 FC 감독)
- 모치즈키 카즈요리 (전 산프레체 히로시마 코치, 현 히로시마 유소년팀 감독)
- 우치다 카즈오 (전 반포레 고후 감독)
- 모치즈키 타츠야 (전 베갈타 센다이 감독)
- 소리마치 코지 (전 쇼난 벨마레 감독, 전 베이징 올림픽 축구 대표팀 감독, 현 마쓰모토 야마가 FC 감독)
- 사와이리 시게오 (전 나고야 그램퍼스 선수, 현 제프 유나이티드 이치하라 지바 코치)
- 오에노리 카츠미 (전 시미즈 에스펄스 선수, 전 일본 축구 대표, 전 와세다대학 축구부 감독)
- 하세가와 켄타 (전 시미즈 에스펄스 선수, 전 일본 축구 대표)
- 호리이케 타쿠미 (전 시미즈 에스펄스 선수, 세레소 오사카 선수, 전 일본 축구 대표)
- 다케다 노부히로 (전 도쿄 베르디 1969 선수, 전 일본 축구 대표)
- 나가사와 토오루 (전 주빌로 이와타 선수)
- 코가 타쿠마 (전 주빌로 이와타 선수)
- 소마 나오키 (전 가와사키 프론탈레 감독, 전 일본 축구 대표〈프랑스 월드컵〉대표)
- 호리이케 히로미츠 (전 FC 도쿄 선수)
- 노노무라 요시카즈 (전 콘사도레 삿포로 선수)
- 사이토 토시히데 (현 후지에다 MYFC 감독, 전 일본 축구 대표〈프랑스 월드컵〉대표)
- 타지마 히로아키 (전 시미즈 에스펄스 선수)
- 니시자와 아키노리 (전 세레소 오사카 선수, 전 일본 축구 대표〈한일 월드컵〉대표)
- 야마니시 타카히로 (전 시미즈 에스펄스 선수)
- 나카하라이 다이스케 (전 아비스파 후쿠오카 선수)
- 사코이 신야 (전 FC 도쿄 선수)
- 야마자키 코타로 (전 반포레 고후 선수)
- 타카하라 나오히로 (현 시미즈 에스펄스 선수, 전 일본 축구 대표〈독일 월드컵〉대표)
- 야마모토 히로마사 (현 에히메 FC 선수)
- 타카바야시 유키 (전 브라우브릿지 아키타 선수)
- 모리 유스케 (현 도쿄 베르디 1969 선수)
- 키쿠오카 타쿠로 (현 도치기 SC 선수)
- 아라타 토시유키 (현 제프 유나이티드 이치하라 지바 선수)
- 우치다 아츠토 (현 FC 샬케 04 선수, 현 일본 축구 대표〈남아공 월드컵〉대표)
- 타타라 아츠토 (현 마쓰모토 야마가 FC 선수)
- 카츠자와 카나메 (전 시미즈히가시고등학교 축구부 감독, 현 시미즈 에스펄스 고문)
- 젠카메 노부유키 (전 시미즈히가시고등학교 축구부 감독, 현 시즈오카고등학교 축구부 감독)

### 야구 선수
- 스즈키 토쿠오 (전 홋카이도 닛폰햄 파이터스 선수)
- 우루시바타 카츠히사 (전 히로시마 도요 카프 선수)
- 야마시타 다이스케 (현 요코하마 DeNA 베이스타스 2군 감독)
- 마키타 쿄헤이 (일본 프로 야구 심판원)

### 기타 유명인
- 모치즈키 요시오 (자민당·중의원 의원)
- 쿠라타 마사토시 (자민당·중의원 의원)
- 누마 미노리 (시즈오카 방송 아나운서)
- 오오하라 유미 (시즈오카 방송 아나운서)
- 야나기사와 아유미 (시즈오카 방송 아나운서)
- 와다 하루키 (도쿄대학교 명예 교수)
- 사카이 사토시 (교토 대학교 대학원 인간·환경학 연구과 조교수)
- 다케우치 히로시 (경제 평론가)
- 에쿠스에 시게루 (수필가)
- 나카니시 카츠노리 (시즈오카 은행 대표 이사·은행장)
- 야마다 노리후미 (시미즈 은행 대표 이사·은행장)
- 고바야시 유타카 (시즈오카 방송 대표 이사)
- 에노키도 노리코 (닛케이 CNBC 아나운서·기자)
- 스즈모토 유이치 (시나리오 작가·소설가 〈슈에이샤 제16회 코발트 노벨 대상 수상〉)
- 에구치 유키 (배우)
- 모치즈키 테르히코 (타마대학교 경영·정보학 교수)